# Bảo tàng Vũ khí Ba Lan Jerzy Hofmann ở Kiermusy
Bảo tàng Vũ khí Ba Lan Jerzy Hofmann ở Kiermusy (tiếng Ba Lan: Muzeum Oręża Polskiego im. Jerzego Hofmanna w Kiermusach) là một bảo tàng tư nhân tọa lạc tại Kiermusy, Tykocin, Ba Lan.

## Lịch sử hình thành
Bảo tàng Vũ khí Ba Lan Jerzy Hofmann ở Kiermusy được mở cửa vào tháng 5 năm 2013. Trụ sở của Bảo tàng là tòa nhà có tên là "Trang viên Hổ phách", kiến trúc của tòa nhà này được mô phỏng theo một lâu đài được xây dựng vào thế kỷ 17. Tòa nhà là một phần của khu phức hợp du lịch "Trang viên Kiermusy trên đồng cỏ".

## Triển lãm
Bộ sưu tập của Bảo tàng Vũ khí Ba Lan Jerzy Hofmann ở Kiermusy hiện đang bao gồm các hiện vật có liên quan đến các tác phẩm chuyển thể từ tiểu thuyết của Henryk Sienkiewicz: "The Teutonic Knights", "Pan Wołodyjowski", "Deluge" và "With Fire and Sword". Một số vật triển lãm là đạo cụ trong bộ ba phim do Jerzy Hoffman đạo diễn và được đạo diễn tặng (trang phục, bản sao vũ khí). Ngoài ra, bộ sưu tập của Bảo tàng còn bao gồm các kỷ vật khảo cổ học, dân tộc học, và hóa tệ học. Một số cảnh trong các bộ phim cũng được phục dựng.

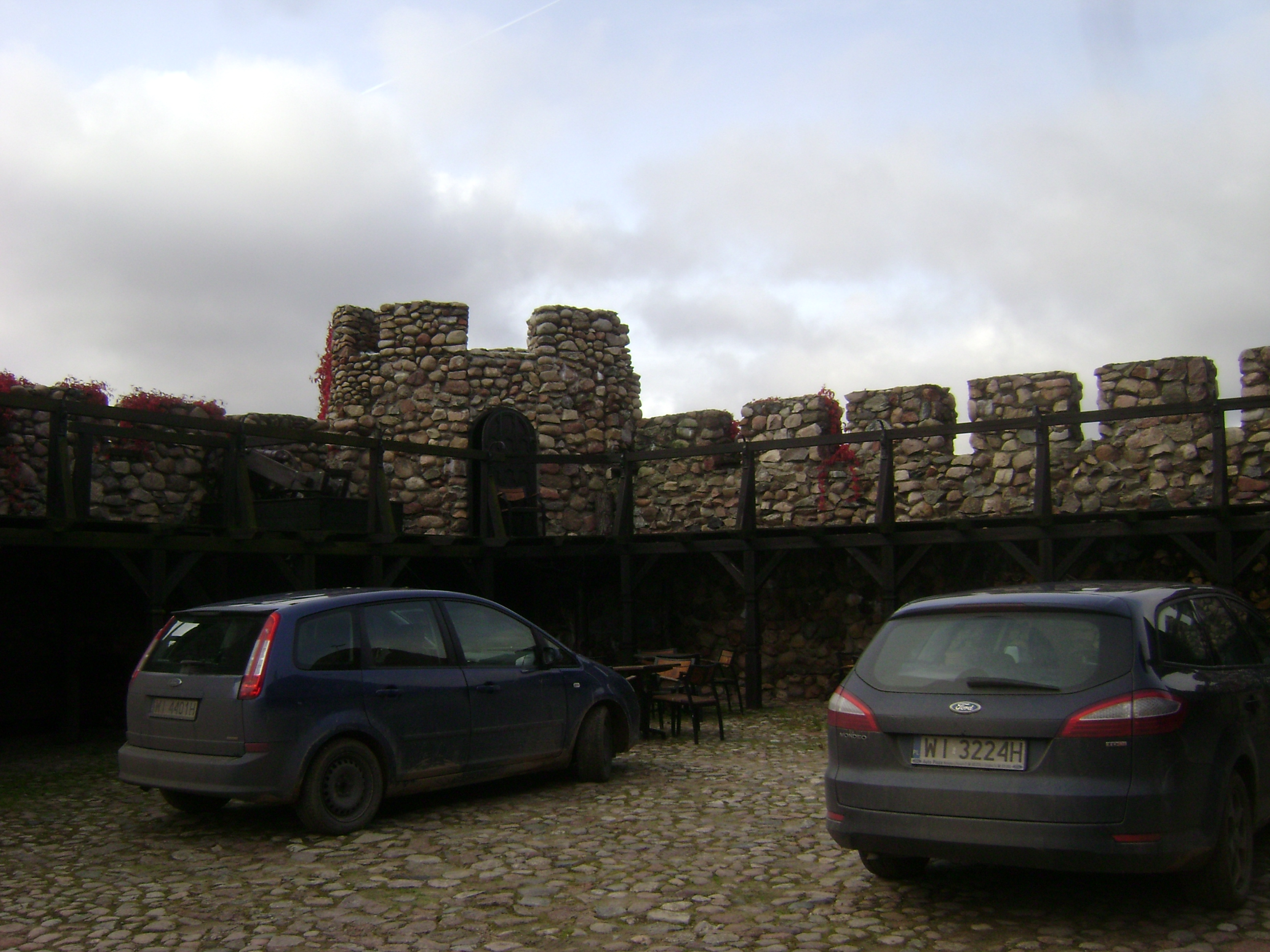
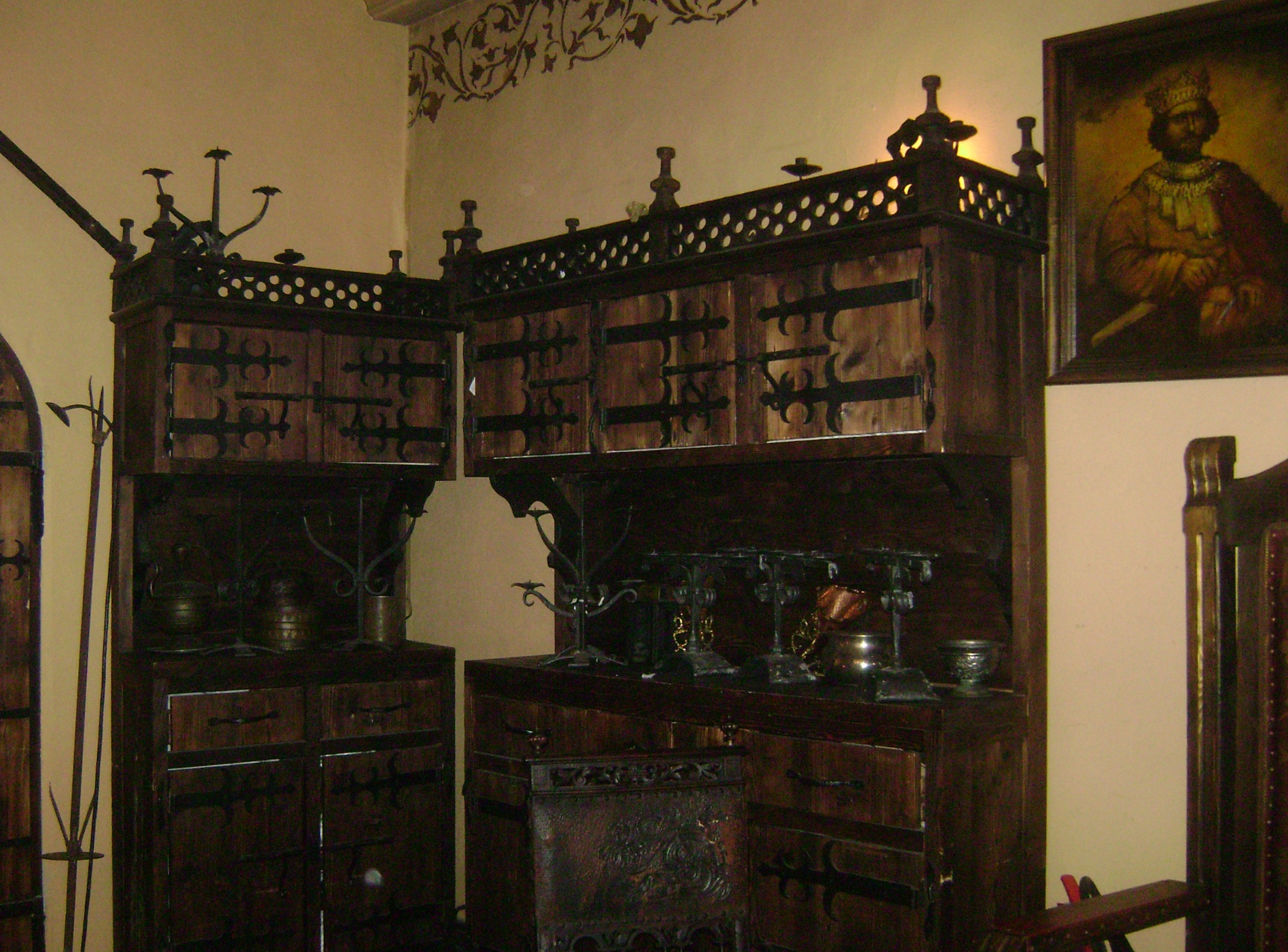
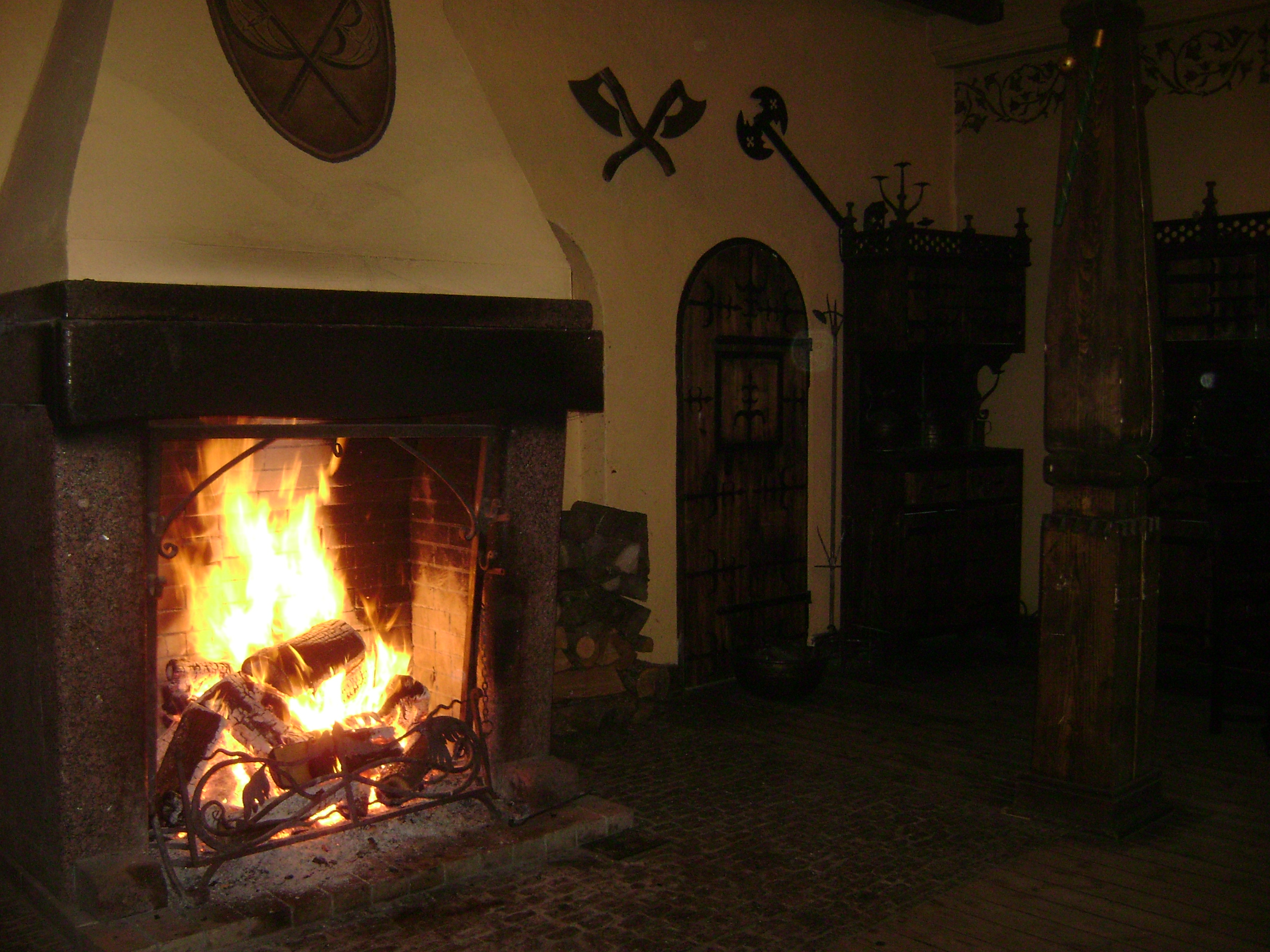

## Giờ mở cửa
Du khách có thể tham quan Bảo tàng Vũ khí Ba Lan Jerzy Hofmann ở Kiermusy vào các Chủ nhật trong mùa hè sau khi đã sắp xếp trước với người phụ trách. Khách tham quan phải trả phí vào cửa. Vào các mùa khác của năm, các tour du lịch diễn ra vào Chủ nhật đầu tiên của mỗi tháng.